# 322 pr. n. št.
Stoletja: 5. stoletje pr. n. št. - 4. stoletje pr. n. št. - 3. stoletje pr. n. št.
Desetletja: 370. pr. n. št. 360. pr. n. št. 350. pr. n. št. 340. pr. n. št. 330. pr. n. št. - 320. pr. n. št. - 310. pr. n. št. 300. pr. n. št. 290. pr. n. št. 280. pr. n. št. 270. pr. n. št.
Leta: 327 pr. n. št. 326 pr. n. št. 325 pr. n. št. 324 pr. n. št. 323 pr. n. št. - 322 pr. n. št. - 321 pr. n. št. 320 pr. n. št. 319 pr. n. št. 318 pr. n. št. 317 pr. n. št.

## Dogodki
- konec lamijske vojne

## Smrti
- 7. marec - Aristotel, grški filozof (* 384 pr. n. št.)